# Clonegal
Clonegal (irl. Cluain na nGall) – wieś w południowo-wschodniej części hrabstwa Carlow w Irlandii, położone 22 km od miasta Carlow. Populacja w 2011 roku wynosiła 978 mieszkańców.